# Dieter Schmiedel
Dieter Schmiedel (* vor 1971) ist ein deutscher Schauspieler.

## Leben
Schmiedel wirkte als Theaterschauspieler lange Jahre seit der Eröffnung 1971 am Volkstheater Frankfurt. Er gehörte an dieser Bühne zu den Darstellern der ersten Stunde.
Er spielte am 18. Juni 1971, an der Seite von Josef Wageck in der Titelrolle, in der Eröffnungsvorstellung des Frankfurter Volkstheaters die Rolle des Leibschütz Miller (Millerche) in dem Volksstück Der Bürgerkapitan von Carl Malß. Im Juni 1976 übernahm er dort, an der Seite von Intendantin Liesel Christ und Irene Rohde als Klärchen, die Rolle des Jochen in der Komödie Der fröhliche Weinberg; Regie führte Wolfgang Kaus. 1977 war er in dem Volksstück Alt-Frankfurt von Adolf Stoltze zu sehen. 1978 spielte er den Vetter Ignaz Scheel in dem Seiltänzerstück Katharina Knie. 1979 trat er, erneut unter der Regie von Wolfgang Kaus, als Vater Hans in einer hessischen Mundartfassung der Komödie Schweig, Bub! auf. Die Inszenierung wurde auch für das Fernsehen aufgezeichnet. In der Spielzeit 1979/1980 verkörperte er die Rolle des Carl Rothschild, einen der fünf Söhne, in der historischen Komödie Die fünf Frankfurter von Carl Rössler. Diese Rolle übernahm er erneut in der Neuinszenierung des Stückes im November 1991 und in der Wiederaufnahme dieser Inszenierung im Oktober 1994.
Im Oktober 1990 spielte er, an der Seite von Irene Rohde und Walter Flamme am Frankfurter Volkstheater den Schwager in dem Schwank Die spanische Fliege von Arnold und Bach, erstmals in hessischer Mundart in einer Bearbeitung von Wolfgang Kaus.
Schmiedel übernahm auch einige kleinere Rollen in Fernsehserien, unter anderem in den Serien Ein Fall für zwei und Tatort. Außerdem war er in mehreren Fernsehaufzeichnungen von Aufführungen des Frankfurter Volkstheaters zu sehen. 1980 wirkte er in der ARD-Fernsehshow Einer wird gewinnen als Schauspieler und Darsteller mit.

## Filmografie
- 1975: Die Kandidatin
- 1977: Alt-Frankfurt (Theateraufzeichnung)
- 1979: Schweig, Bub! (Theateraufzeichnung)
- 1982: Ein Fall für zwei: Tollwut
- 1983: Geschichten aus der Heimat (Fernsehserie) Folge: Die geteilte Walküre
- 1984: Tatort: Rubecks Traum
- 1985: Die Sache ist gelaufen
- 1995: Die fünf Frankfurter (Theateraufzeichnung)
- 1997: Frühstück zu viert